# برهان الصديقين
بُرْهَانُ الصِّدِّيقِينَ هو حجة صاغها الفيلسوف الإسلامي ابن سينا لإثبات وجود الله. اعتقد ابن سينا أنّه لا بُدّ من أن يكون هناك «واجب الوجود»، أي شيء لا يُمكن أن يكون غير موجود. وينصُّ برهان الصديقين على أنّ المجموعة التي تضمُّ جميع المُمكنات لا بُدّ أن يكون لها سببٌ غيرُ مُمكنٍ؛ لأنّه لو كان مُمكناً لأُدرج في هذه المجموعة. وباستعمال سلسلةٍ من الحُجج يصلُ ابن سينا إلى استنتاجٍ مفاده أنّ واجب الوجود لديه صفاتٌ مُعيّنةٌ، مثل الوحدانية، والبساطة، واللامادية، والذكاء، والقدرة، والكرم، والخير.
اعتبر مؤرخ الفلسفة الأمريكيّ بيتر أدامسون برهان الصديقين واحداً من أكثر الحُجج الساعية لإثبات وجود الله تأثيراً في العصور الوسطى، وأكبر مُساهمةٍ فلسفيّةٍ لابن سينا على الإطلاق. استُقبل هذا البرهان بحفاوةٍ وردّده من بعد ابن سينا (مع بعض التعديلات أحياناً) العديدُ من الفلاسفة، بما في ذلك أجيالٌ من الفلاسفة المسلمين، وفلاسفةٌ مسيحيون غربيون مثل توما الأكويني ودانز سكوطس، وكذلك فلاسفةٌ يهود مثل موسى بن ميمون.
إلّا أنّ ذلك لا يعني أنّ برهان الصديقين قد سَلِم من النقد، ومن أشهر من انتقده ابن رشد الذي اعترض على منهجيّته، وأبو حامد الغزالي الذي اختلف معه في توصيفه لله. بالإضافة إلى انتقاداتٍ وُجهت له في العصر الحديث. وقد اختلف الباحثون في تصنيف هذه الحُجّة، فرأى بعضهم أنّها حجة وجودية، في حين اعتبرها البعضُ الآخر حجة كونية.

## الأصل
يُمكن تتبّعُ برهان الصديقين في عدّة أعمالٍ لابن سينا. قد يكون الشكل الأكثر إيجازاً ووضوحاً ذلك الموجودُ في الفصل الرابع من كتاب الإشارات والتنبيهات. كما يُمكن العثور على البرهان في الفصل الثاني عشر من المُجلّد الثاني من كتاب النجاة، وكذلك في القسم الذي يتناول موضوعات ما وراء الطبيعة من كتاب الشفاء. ميّز ابن سينا في الإشارات والتنبيهات بين نوعين من أدلّة إثبات وجود الله: الأول يتمثّلُ في التفكّر بالوجود بشكل مُجرّد، في حين يتطلّبُ الثاني التفكّر بأشياءٍ كصنائع الله أو أعمال الله. رأى ابن سينا أنّ النوع الأوّل هو برهانٌ للصديقين، وهو في نظره أكثرُ صلابةً ونُبلاً من النوع الثاني، الذي عدّه ابن سينا برهاناً «لمجموعةٍ من الناس». وبحسب بروفيسور الدراسات الإسلاميّة شمس عناتي فإنّ ابن سينا عنى «بالصديقين» الفلاسفة، بينما عنى «بمجموعةٍ من الناس» علماء الدين وغيرهم ممّن يسعى إلى إثبات وجود الله عن طريقه خلقه. ليصير البرهان يُعرف بعد ذلك باسم برهان الصديقين.

## البرهان

### واجب الوجود
يبدأُ البرهان بالتمييز بين ما يحتاجُ وجودُه سبباً خارجياً؛ أي مُمكن الوجود، وما هو موجودٌ بطبيعته ذاتياً؛ أي واجب الوجود. ويُحاول برهان الصديقين إثبات أنّ هناك بالفعل ما هو واجب الوجود. ينظرُ ابن سينا أوّلاً فيما إذا كان العكسُ هو الصحيح، أي إنّ كلّ ما هو موجودٌ هو مُمكن الوجود. وبالتالي سيكون كُلُّ ما هو موجودٌ مُحتاجاً إلى شيءٍ غير نفسه لإدخاله حيّز الوجود، وهذا الشيءُ بدوره سيحتاجُ غيرَه لإدخاله حيّز الوجود وهكذا. خلُصت الحجج الكونية قبل ابن سينا إلى الحاجة -ضرورةً- إلى علّةٍ لهذه المعلولات لإنهاء ما بدا تسلسلاً لانهائياً، ولكنّ حُجّة ابن سينا لا تستبعدُ التسلسل إلى ما لانهاية.
وبدلاً من استبعاد التسلسل اللانهائي تتعاملُ الحُجّة مع مجموعة المُمكنات بأكملها، أو جُملة المُمكنات، سواءً كانت هذه المُمكنات موجودةً في الماضي أو في الحاضر أو ستوجدُ في المُستقبل. يقولُ ابن سينا إنّ هذه المجموعة يجبُ أن يسري عليها ما يسري على المُمكن الواحد؛ أي يجبُ أن يكون لهذه المجموعة (مجموعة المُمكنات) علّةٌ خارجةٌ عنها تُدخلها إلى حيّز الوجود. هذه العلّة قد تكون من فئة مُمكنات الوجود وقد تكون من فئة واجبات الوجود. وبما أنّها لا يُمكن أن تكون من المُمكنات (لأنّها لو كانت من المُمكنات لأُدرجت في المجموعة)، بقي إذن احتمالٌ وحيدٌ يتمثّل في كون العلّة واجبة الوجود.
توقّع ابن سينا أن يُعترض على برهانه بالقول بأنّ مجموعة المُمكنات قد لا تكون من المُمكنات، إذ إنّ الكل لا يتماثلُ في خصائصه بالضرورة مع أجزائه. ففي الرياضيات مثلاً نجدُ أنّ مجموعة من الأعداد لا تُعدّ عدداً، وبالتالي فإنّ افتراض أن مجموعة المُمكنات هي من المُمكنات هو افتراض خاطئ. إلّا أنّ ابن سينا يوضّح أنّ هذا الردّ لن يكون في الحقيقة إلّا استسلاماً أمام برهانه وليس اعتراضاً على الإطلاق. لأنّه لو كانت مجموعة المُمكنات غير مُمكنةٍ، فإنّها لا بُدّ أن تكون واجبة، وهذا أيضاً سيقودُنا إلى استنتاجٍ مفادُه أنّ هناك بالفعل ما هو واجب الوجود، وهو ما يُحاول ابن سينا إثباته أساساً.

### من واجب الوجود إلى وجود الله

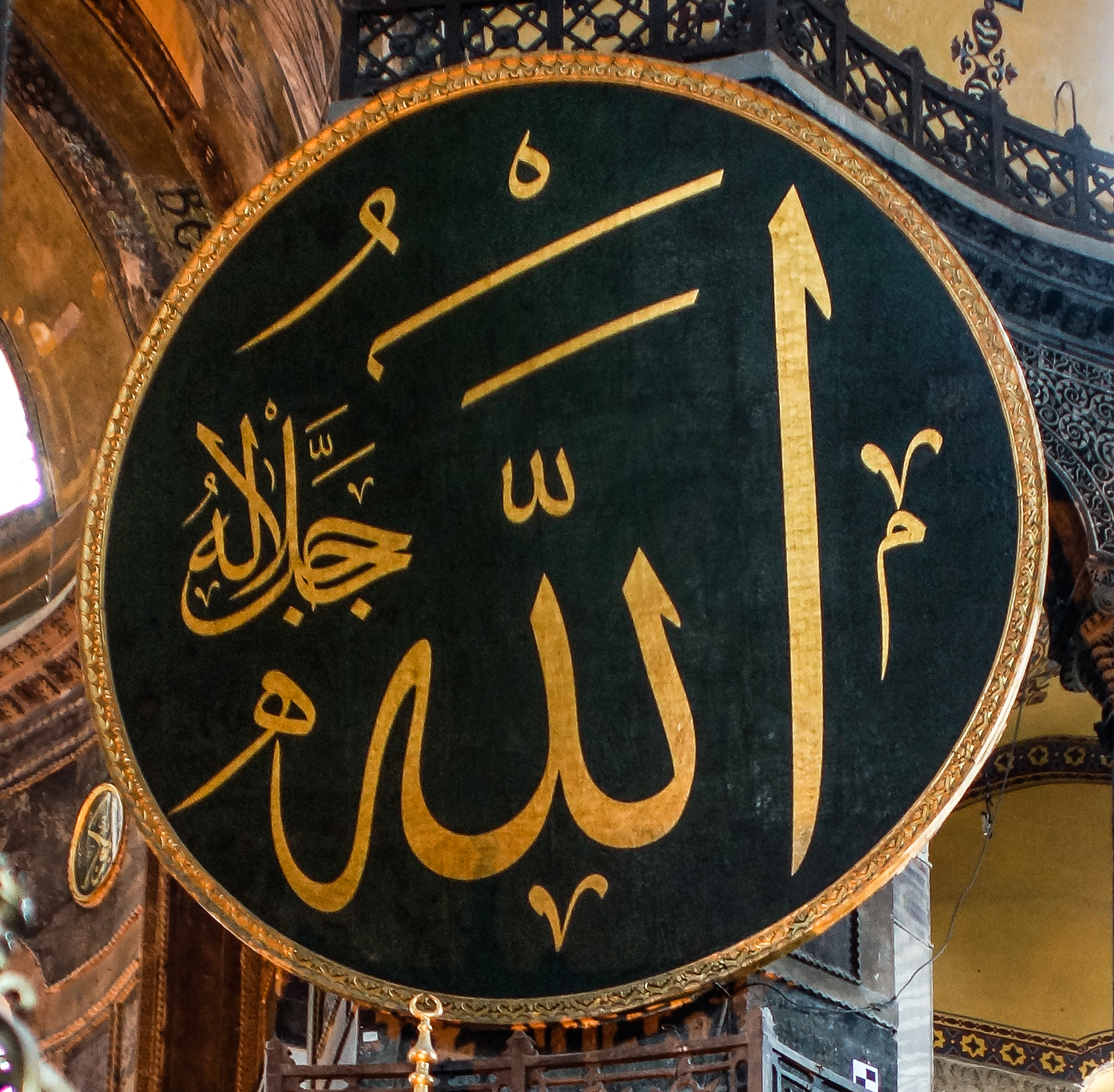
اسم الله على ميدالية موجودة في آيا صوفيا.

أظهرت الحُجّة إلى الآن أنّ هناك بالفعل ما هو واجب الوجود، ولكنّ هذا يختلفُ عن إثبات وجود الله كما يُصوّره الإسلام. فالملحد قد يقبلُ بوجود ما هو واجب الوجود، ولكنّ هذا الواجب قد يكون الكون ذاته، بل وقد يكون هناك العديد من واجبات الوجود دون أن يكون الله منهم. لذا لم يقف ابن سينا عند هذا الحد، فأعمالهُ مليئةٌ بالحُجج المصوغة لإثبات أنّ واجب الوجود هذا سماتُه لا بُدّ أن تكون كتلك السمات التي جاء بها الإسلام عن الله.
فابن سينا على سبيل المثال يُعطى مُبرّراً فلسفياً لعقيدة التوحيد في الإسلام من خلال إثبات وحدانية وبساطة واجب الوجود. استخدم ابن سينا في إثباته لوحدانية واجب الوجود البرهان بالتناقض، أي إنّ القائل بوجود أكثر من واجب وجود سيقع حتماً في التناقض. فإذا افتُرض أنّ هناك واجبي وجود ألف وباء فإنّ هناك احتمالين: إن كان ألف يختلفُ عن باء بسبب شيءٍ ناتج عن وجوب الوجود فإنّ باء سيشترك مع ألف في ذلك لكونه أيضاً واجب الوجود، وبذلك لن يكون ألف يختلفُ عن باء في نهاية المطاف. أمّا إن كان الاختلافُ ليس ناجماً عن وجوب الوجود، فإنّ عامل الاختلاف في هذه الحالة سيكون علّةً لألف، وبذلك لن يكون ألف واجب الوجود في نهاية المطاف. وفي كلتا الحالتين وقعنا في التناقض، وبذلك يُثبت ابن سينا صحّة حُجّته. استخدم ابن سينا البرهان بالتناقض أيضاً في إثبات بساطة واجب الوجود، أي أنّه ليس مُركّباً. فلو كان الواجبُ مُركّباً لاقتضى ذلك وجود صفة تُميّز أجزاءه بعضها عن بعض. ولكنّ هذه الصفة المُميِّزة للجُزء لا يُمكن أن تكون واجبة الوجود؛ لأنّ ذلك يقتضي الاشتراك في نفس الصفة ضرورةً دون اختلاف، وهذا تناقض. وفي نفس الوقت لا يُمكن أن تكون عارضة، أو مُحتاجةً لسببٍ خارجيّ، لأنّ ذلك يتناقض مع كونها واجبة الوجود.
يُبرهن ابن سينا على صفاتٍ أخرى لواجب الوجود في عددٍ من مُؤلّفاته حتى تتماهى مع صفات الله. فقد بيّن أنّ واجب الوجود يجبُ أيضاً أن يكون غير مادي، وعاقل، وقدير، وكريم، ومحض الخيريّة، ومُريد، وغنيّ، وقيّوم، وغيرها من الصفات التي تتوافق غالباً مع أسماء الله الحسنى. وقد علّق بيتر أدامسون على برهنة ابن سينا لهذه الصفات قائلاً: «إنّ نظرةً وافيةً لإثباتات ابن سينا لصفات واجب الوجود تتطلبُ دراسةً بطول كتاب». وبشكل عام، يعتمدُ ابن سينا في إثباته لهذه الصفات على جانبين من جوانب واجب الوجود: الأوّل يتمثّل في ضرورته أو وجوبه، وبذلك يُمكن الاستدلال على وجوده المُطلق ونفي أن يكون له سبب أو أن يكون مُتعدّداً على سبيل المثال. والثاني يتمثّل في حيثيّة كونه سبباً لغيره من الموجودات، ومن هذا الجانب يُمكن الاستدلالُ على مجموعةٍ من الصفات، مثل المعرفة والقدرة.

## ردة الفعل

### الاستقبال

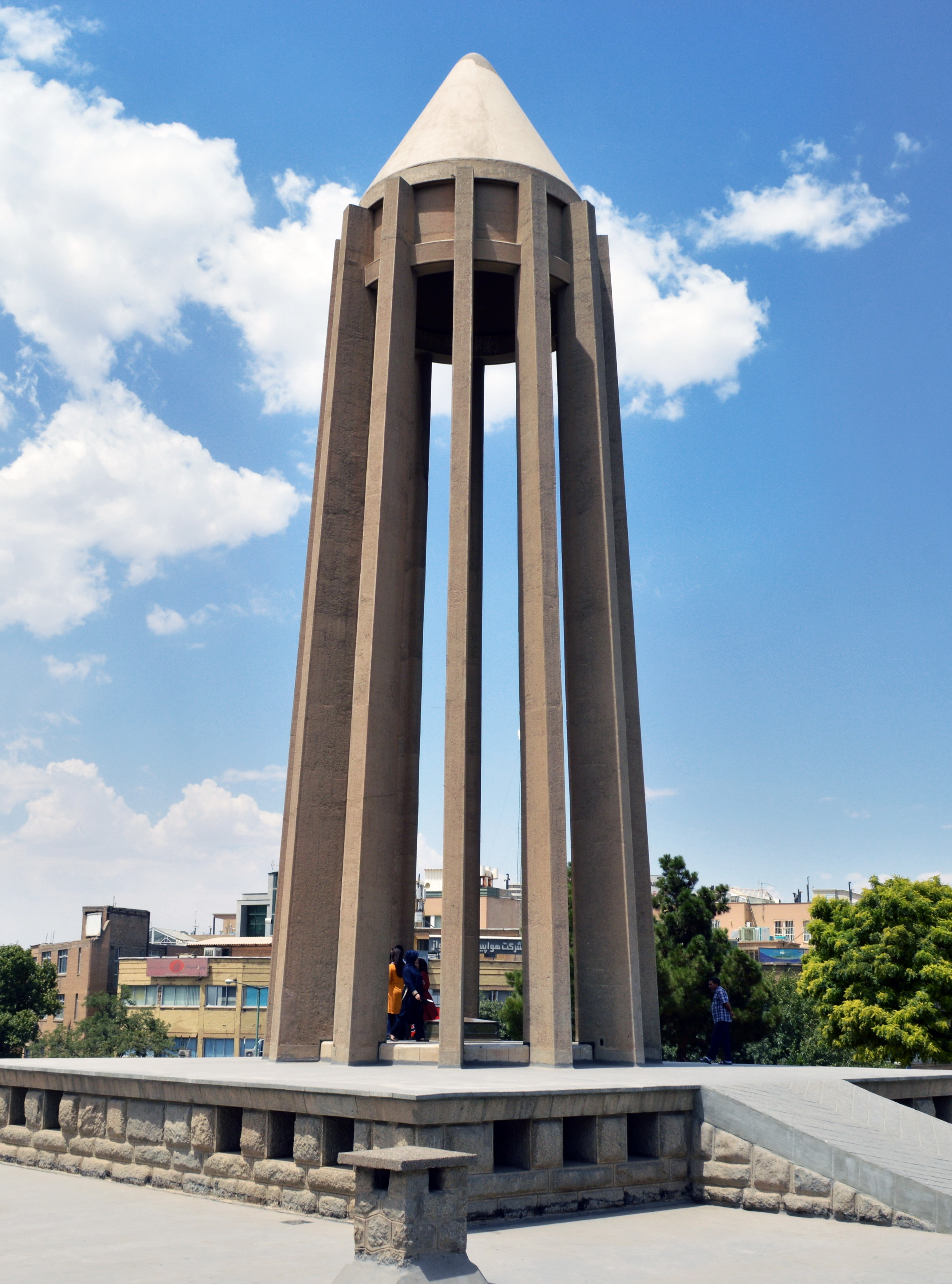
صورة تظهر قبر ابن سينا في مدينة همدان الإيرانية.

اعتبر مؤرخ الفلسفة الأمريكيّ المُعاصر بيتر أدامسون برهان الصديقين واحداً من أكثر الحُجج الساعية لإثبات وجود الله تأثيراً في العصور الوسطى، وأكبر مُساهمةٍ فلسفيّةٍ لابن سينا على الإطلاق. وقد وافق ابنَ سينا في برهانه هذا أجيالٌ من الفلاسفة المُسلمين وعلماء الدين مع إجراء بعض التعديلات أحياناً. وصارت عبارة «واجب الوجود» شائعة الاستخدام للإشارة إلى الله، حتى في مُؤلّفات أعتى نُقّاد ابن سينا، ممّا يُشير إلى مدى تأثير هذا البرهان. ولم يقف تأثير برهان الصديقين عند حد فلاسفة وعلماء المسلمين، بل استُقبل بحفاوةٍ أيضاً في العالم المسيحي الغربي مع إجراء بعض التعديلات، وكان ممّن تأثّر به توما الأكويني من إيطاليا (1225 - 1274) ودانز سكوطس من اسكتلندا (1266 - 1308). وكذلك اهتمّ به الفلاسفة اليهود وعلى رأسهم موسى بن ميمون الأندلسيّ (توفي سنة 1204).
يرى أدامسون أنّ أحد أسباب شعبيّة هذه الحُجّة يتمثّلُ في كونها تتطابقُ مع الأساس المنطقيّ الذي يعتمده كثيرٌ من الناس بخصوص إيمانهم بالله، على النقيض من حُجّة أنسلم كانتربري الوجودية التي صيغت بعد ذلك بسنواتٍ قليلةٍ، والتي بحسب أدامسون هي أقرب إلى «الحيلة الذكية» منها إلى التبرير الفلسفيّ لقضيّة الإيمان.

### النقد
انتقد الفيلسوفُ ابن رشد الأندلسيّ (1126 - 1198) منهجيّة برهان الصديقين. إذ اعتقد ابن رشد، الذي كان أرسطياً مُتحمّساً، أنّ إثبات وجود الله يجبُ أن يُبنى على أساس العالم الطبيعي، كما فعل أرسطو سابقاً. فبالنسبة لابن رشد، يجب أن يستند الدليلُ إلى الطبيعة لا إلى أفكار ميتافيزيقية كما هو الحال في برهان الصديقين. كما هاجم فلاسفةٌ مسلمون آخرون كأبي حامد الغزالي (1058 - 1111) هذا البرهان لما رأوا من عدم توافقه مع ما عرفوه عن الله عن طريق الوحي. فبحسب ابن سينا، على سبيل المثل، لا يُمكن أن يكون لله صفاتٌ أو أفعالٌ من فئة المُمكنات، لذا فإنّ خلقه للكون كان واجباً أو ضرورياً وليس مُمكناً. اعترض الغزالي على ذلك لكونه يتعارضُ مع مفهوم الإرادة الحُرّة غير المُقيّدة لله الذي يتبنّاه الأشاعرة. وفي معرض الرد على ابن سينا، أشار الغزالي إلى أنّ إرادة الله الحُرّة تتجلّى في اعتباطيّة طبيعة مسألة حجم الكون أو توقيت خلقه.
وقد أشار بيتر أدامسون إلى نقود أخرى يُمكن توجيهها للبرهان، فقد تبنّى ابن سينا مُقاربةً تجزيئيّةً لإثبات واجب الوجود وصفاته التقليديّة واحدةً تلو الأخرى، ممّا يجعلُ كل حُجّةٍ مُقدّمةٍ في هذا البرهان تخضع لتقييم مُستقلّ عن غيرها. فقد يقبلُ البعضُ أنّ هناك بالفعل ما هو واجب الوجود دون القبول بالحُجج الأخرى، وناقدٌ كهذا مع قبوله بواجب الوجود لن يُسلّم بوجود الله. وهناك نقدٌ آخر قد يُوجّه إلى إثبات واجب الوجود نفسه من خلال مُنازعة ابن سينا في مفهوم المُمكن الذي يُشكّل نقطة ارتكازٍ للبرهان، وذلك من خلال القول بأنّ الكون قد يدخلُ حيّز الوجود دون أن يكون ذلك ضرورةً أو مُمكناً مُعتمداً على سببٍ خارجيّ بحسب أدامسون.

## التصنيف
قسّم الفيلسوف الألمانيّ إيمانويل كانط (1724 - 1804) الحُجج المُستخدمة لإثبات وجود الله إلى ثلاث مجموعات: حُجج وجوديّة، وحُجج كونيّة، وحُجج غائيّة. اختلف الباحثون فيما إذا كان برهان ابن سينا للصديقين برهاناً وجوديّاً؛ أي أنّه مصوغٌ اعتماداً على التحليل المُجرّد، أو برهاناً كونيّاً؛ أي أنّه استحضر في صياغته افتراضات تجريبيّة (وجود المُمكنات على سبيل المثال). ومن القائلين بأنّ برهان ابن سينا هو برهان كونيّ هربرت دافيدسون وسهيل أفنان. إذ يقولُ دافيدسون أنّ ابن سينا لم يعتبر تحليل مفهوم واجب الوجود بحدّ ذاته كافياً لإثبات الوجود الفعليّ لأيّ شيء في العالم الخارجي، ليُقدّم ابن سينا بذلك شكلاً جديداً للحُجج الكونيّة. في حين ذهب آخرون، مثل عبد الرحمن بدوي وبارفيز مورويدج، إلى كَوْن حُجّة ابن سينا حُجّة وجوديّة. فقد أشار مورويدج إليها قائلاً: «حُجّة ابن سينا الوجوديّة لإثبات وجود الله»، وقال أنّ البرهان استند إلى التحليل المُجرّد لمفهوم «واجب الوجود». وقد ذهبت طائفةٌ ثالثةٌ إلى أنّ برهان الصديقين مزيجٌ من النوعين.